# 世界妖怪協会
世界妖怪協会（せかいようかいきょうかい）とは、世界や日本の妖怪に興味をもつ人々が、互いに話し合いを行って妖怪への理解を深める等の目的のため集う際に、その中心となる会。初代会長は水木しげる。
水木しげるの性格で「世界」とついているが、実際は日本国内でのみ、活動している。毎年8月頃、水木しげるの故郷である鳥取県境港市を始め東京都や妖怪と関り合いのある地方で、定期的に世界妖怪会議を開催。水木しげる、荒俣 宏、京極夏彦、多田克己らが出席。季刊妖怪マガジン『怪』を角川書店より発行している。
なお、2009年にはあらたに「お化け大学校」が創設され、「世界妖怪会議」の代わりに「化け大祭」が開催された。

## 世界妖怪会議の開催場所
1. 1996年8月25日（平成8年） 第1回世界妖怪会議 広がる妖怪ロマン
  - 鳥取県境港市中野町 『山陰・夢みなと博覧会』「境港シンフォニーガーデン」
2. 1997年8月16日（平成9年） 第2回世界妖怪会議
  - 鳥取県境港市竹内団地 『山陰・夢みなと博覧会』パビリオン「夢みなとホール」
3. 1999年8月29日（平成11年） 第3回世界妖怪会議 南方熊楠と熊野の妖怪
  - 和歌山県田辺市新屋敷町 「紀南文化会館」
4. 2000年8月20日（平成12年）第4回世界妖怪会議+第7回怪談之怪
  - 東京都新宿区西早稲田 早稲田大学西早稲田キャンパス構内「井深大記念ホール」
5. 2001年8月4日（平成13年）第5回世界妖怪会議+第10回怪談之怪
  - 東京都新宿区新宿 「新宿文化センター」
6. 2002年8月11日（平成14年）第6回世界妖怪会議+第11回怪談之怪
  - 東京都調布市小島 「調布グリーンホール」
7. 2002年10月26日（平成14年）第7回世界妖怪会議（1998年が中止だった為、年度中2回目）
  - 鳥取県境港市上道町 「境港市民会館」
8. 2003年7月27日（平成15年）第8回世界妖怪会議+第13回怪談之怪
  - 青森県むつ市下北町 「プラザホテルむつ」
9. 2004年8月7日（平成16年）第9回世界妖怪会議
  - 滋賀県東近江市（当時は八日市市）青葉町 「八日市文化芸術会館」
10. 2005年7月23日（平成17年）第10回世界妖怪会議+『妖怪大戦争』特別試写会
  - 東京都中野区中野 「中野サンプラザ」
11. 2006年8月27日（平成18年）第11回世界妖怪会議
  - 広島県三次市 「三次市文化会館」
12. 2007年8月26日（平成19年）第12回世界妖怪会議
  - 京都府京都市右京区太秦東蜂ケ岡町 「東映太秦映画村」
13. 2008年8月24日（平成20年）第13回世界妖怪会議
  - 京都府京都市右京区太秦東蜂ケ岡町 「東映太秦映画村」
14. 2009年8月22日～8月23日（平成21年）お化け大学校 京都キャンパス：化け大祭
  - 京都府京都市右京区太秦東蜂ケ岡町 「東映太秦映画村」
15. 2010年8月21日～8月22日（平成22年）お化け大学校 京都キャンパス：化け大祭
  - 京都府京都市右京区太秦東蜂ケ岡町 「東映太秦映画村」

## 怪遺産
協会では後世に残したい妖怪文化の普及に貢献した、地域などを対象に「怪遺産」を認定している。
1. 鳥取県境港市 - 妖怪ロードなど。2007年認定
2. 徳島県三好市山城町　- こなき爺、からす天狗など約20種類の妖怪の伝説が残っている。2008年認定。
3. 岩手県遠野市 - 遠野物語の舞台。出版から100周年にあたる2010年に認定。